# Élisabeth de Gaulle
Pour les autres membres de la famille, voir famille de Gaulle.
Élisabeth Jacqueline Marie Agnès de Gaulle, née le 15 mai 1924 à Paris 15e et morte le 2 avril 2013 dans le 7e arrondissement de Paris, est la fille de Charles de Gaulle et de son épouse Yvonne, ainsi que l'épouse d'Alain de Boissieu.

## Biographie
En exil en Angleterre avec sa famille durant la Deuxième guerre mondiale, cette deuxième fille de Charles de Gaulle étudie, à partir de 1942, à l'université d'Oxford,. Le 2 janvier 1946, Élisabeth Jacqueline Marie Agnès de Gaulle épouse Alain de Boissieu, qu'elle a rencontré à Londres, alors membre du cabinet militaire du général de Gaulle. Le mariage religieux a lieu en la chapelle du couvent des frères missionnaires de la congrégation de Notre-Dame de Sion à Paris. Ils ont une fille Anne, épouse d'Étienne Aubergy-Brossier de Laroullière, née en 1959. Élisabeth de Gaulle préside la fondation Anne-de-Gaulle de 1979 à 1988.
Élisabeth de Gaulle meurt le 2 avril 2013, ses obsèques sont célébrées le 6 avril à l'église Saint-Louis-des-Invalides à Paris (7e). Elle est ensuite inhumée dans l'intimité au cimetière de Colombey-les-Deux-Églises,.

## Dans la fiction
Dans la mini-série De Gaulle, l'éclat et le secret (2020), son rôle est interprété par Margaux Chatelier.